# C'est extra
C'est extra (en català: És extra) és una cançó de Léo Ferré apareguda l'any 1969 dins l'àlbum L'été 68. La cançó té quatre estrofes, separades per una tornada curta que coincideix amb el títol.
Altres intèrprets n'ha fet la seva versió: Alcaz, Arthur H, Catherine Falgayrac, Sandra Le Couter, Les Forbans, Manu Lann Huel, Noël Akchoté, Térez Montcalm.
Xavier Ribalta en té una versió en català: És extra